# Referendo sobre a legalização da maconha na Califórnia em 2010
A Proposta 19, também conhecido como Referendo sobre a legalização da maconha na Califórnia foi realizado pela terceira vez em 2 de novembro de 2010.
A Proposta 19, se tivesse sido aprovado, teria legalizado a maconha em várias atividades relacionadas na Califórnia (embora não como uma lei federal), permitindo que os governos locais regulem essas atividades, permitindo que os governos locais passassem a cobrar impostos da venda da maconha.

## Efeitos
- Pessoas com mais de 21 anos de idade podem portar até uma grama para consumo pessoal.
- Podendo usar cannabis em lugar não-público, como uma residência ou um estabelecimento público licenciado para o consumo de maconha.
- Pode cultivar a maconha em uma residência privada em um espaço de até 25 metros quadrados para uso pessoal.

### Impostos locais e taxas
- Permite a cobrança de impostos para aumentar a receita dos governos locais e para compensar custos associados à regulação da maconha.

### Penas
- Seria proibido dirigir sobre o efeito da maconha.
- Qualquer pessoa que é licenciado a vender, vendendo a maconha para menores de 14 anos, seria preso por um período de 3, 5 ou 7 anos.

## Apoiantes
- Gary E. Johnson[1]
- Joycelyn Elders, former United States Surgeon General[2]
- George Miller[3]
- Mark Leno
- Vicente Fox[4]
- Jesse Ventura[5]
- Partido Democrata de São Francisco, do Condado de Alameda, e do Condado de Monterey.[6]

### Argumentos a favor
- Criar entre 60.000 a 110.000 novos postos de trabalho na Califórnia[7]
- Expandir a economia da Califórnia entre $16 bilhões a $23 bilhões anualmente[7]
- Reduzir a criminalidade na Califórnia[8][9]
- Reduzir a violência na Califórnia e no México[10][11][12]
- Reduzir a corrupção da polícia[13][9][14]

### Doadores
Nota: As doações abaixo não incluem as doações da Oaksterdam University/Richard Lee 's que custou cerca de 987.000 dólares.
| George Soros           | $1.000.000 |
| Peter Lewis            | $209.005   |
| Sean Parker            | $200.000   |
| Philip Harvey          | $100.000   |
| Richard Mazess         | $100.000   |
| Kevin Bright           | $75.000    |
| Stephen M. Silberstein | $70000     |
| Peter Thiel            | $70.000    |

## Opositores
- Dianne Feinstein[15]
- Arnold Schwarzenegger[16]
- Meg Whitman[17]
- Jerry Brown[18]
- Barbara Boxer[19]
- Carly Fiorina[20]

### Argumentos contra
- Colocaria em risco as crianças em idade escolar, pois por exemplo o motorista o ônibus escolar, o professor ou qualquer outro, poderia estar com o efeito da maconha.

## Resultados
Pergunta: Você concorda com a legalização da maconha na Califórnia?
| Opção | Votos     | %      |
| ----- | --------- | ------ |
| Não   | 5.333.359 | 53,45% |
| Sim   | 4.643.751 | 46,55% |

### Informações básicas
- Official voter guide for Proposition 19
- Ballot Title and Summary
- Legislative analysis
- Arguments and Rebuttals, submitted for California Voter Guide
- Text of proposed law
- Economist article containing overview of the Proposition, possible effects and Voter preferences
- League of Women Voters overview of Proposition 19
- California Voter Foundation guide to Proposition 19
- Institute of Governmental Studies overview of Proposition 19

### Apoiantes
- Yes on Proposition 19, official website of Prop 19 proponents
- Yes 19
- Law Enforcement Against Prohibition
- California NORML
- National NORML
- Students for Sensible Drug Policy
- Drug Policy Alliance
- Marijuana Policy Project
- Legal Marijuana California
- Campaign finance reports of "CREDO Victory Fund - Yes on 19"
- Campaign finance reports of "Yes on 19.  Tax Cannabix 2010. Sponsored by S.K. Seymour LLC, a Medical Cannabis Provider, dba Oaksterdam University, a Cannabis Educator with Support from George Zimmer"
- Campaign finance reports of "Drug Policy Action Committee to Tax and Regulate Marijuana - Yes on Prop. 19"
- Campaign finance reports of "Students for Sensible Drug Policy, David Bronner, Adam Eidinger, and Alan Amsterdam Committee to Regulate Cannabis - Yes on 19"

### Oponentes
- Public Safety First
- Nip It In the Bud
- Community Alliances for Drug Free Youth
- Campaign finance reports of "Public Safety First - No on Prop. 19, a Project of California Public Safety First"
- Campaign finance reports of "Citizens Against Legalizing Marijuana, a Committee Against Proposition 19"
- Campaign finance reports of "Committee Against the Legalization of Marijuana, a Committee Against Prop. 19"
- Campaign finance reports of "Nip It In The Bud: No on Prop. 19"
- Campaign finance reports of "Associated General Contractors Issues Political Action Committee Opposing Proposition 19"
- Campaign finance reports of "Crusades for Patients Rights - No on Prop 19 Sponsored by Canna Care"

## Videos
- Milton Friedman Interview, America's Drug Forum, 1991